# Geografia Liechtensteinului

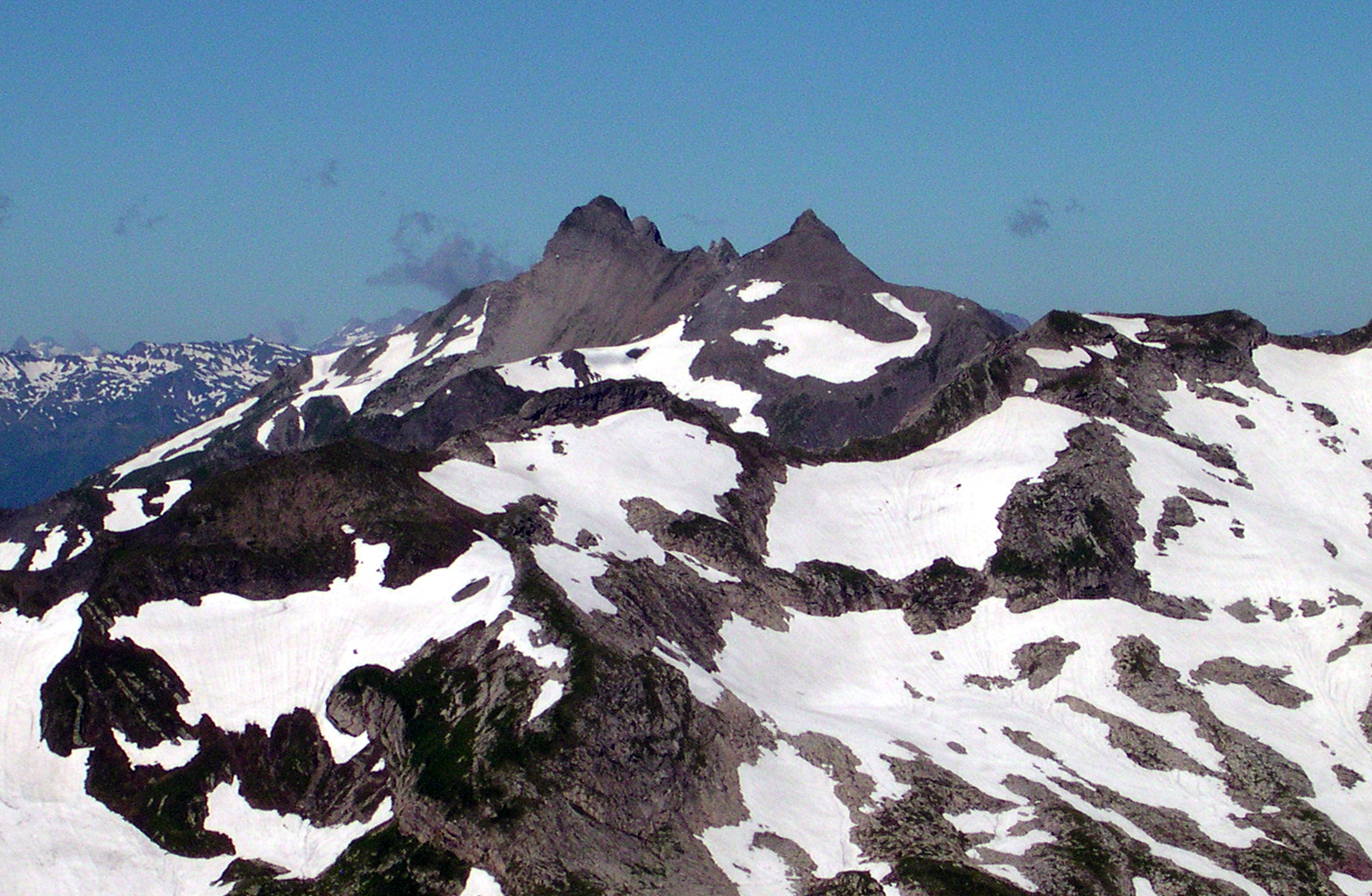
Grauspitz, cel mai înalt vârf.

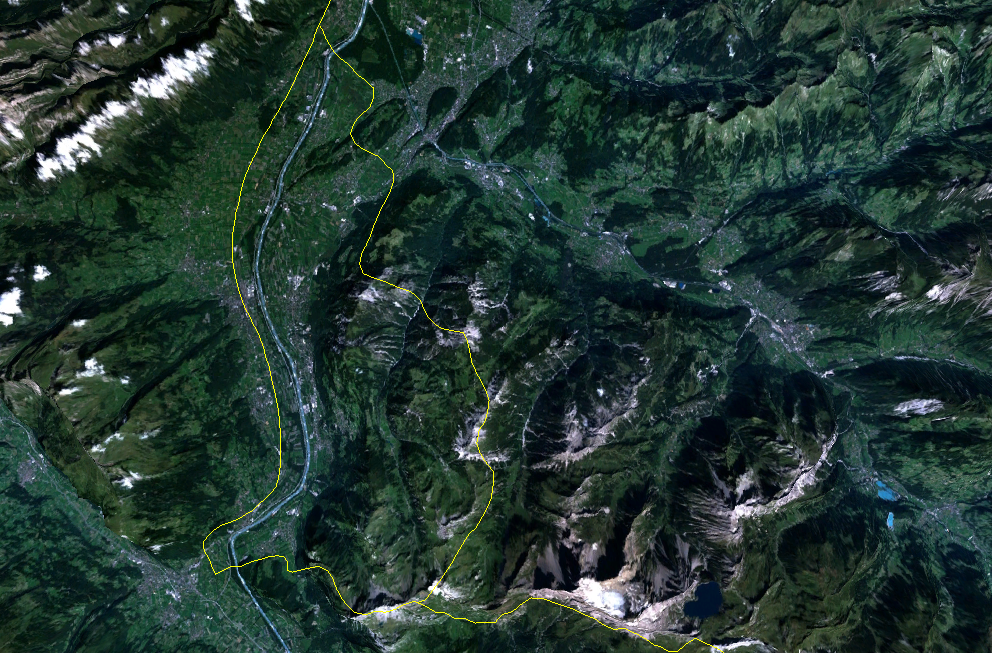
Imagine din satelit a Liechtensteinului, cu graniţele desenate.

Liechtensteinul este situat pe partea superioară a văii Rinului din Alpii Europeni și se învecinează la est cu Austria și la vest cu Elveția. Întreaga graniță de vest a țării este formată de fluviu. Măsurată de la nord la sud, Liechtenstein are o lungime de doar 24 km. În partea estică, țara se înalță la altitudini mai mari; cel mai înalt punct, Grauspitz, are 2599 metri. În ciuda locației sale alpine, vânturile sudice fac din clima Liechtensteinului una blânda. Iarna, pârtiile munților sunt perfecte pentru sporturile specifice.
Noi sondaje cu măsurători mai exacte a graniței țării din 2006 i-au stabilit suprafața de 160 km2 și perimetrul de 77,9 km.
Astfel, Liechtenstein a descoperit în 2006 că granițele sale sunt cu 1,9 km mai lungi decât s-a crezut anterior.
Liechtenstein este una din singurele două țări dublu-enclavizate din lume;—fiind o țară fără litoral înconjurată numai de țări fără litoral (cealaltă este Uzbekistan). Este singura națiune cu o populație predominant vorbitoare de limba germană care nu împarte o graniță cu Republica Federală Germania. Liechtenstein este a șasea cea mai mică națiune independentă după suprafață din lume.
Pricipatul este împărțit în 11 municipii numite Gemeinden (singular Gemeinde). Gemeindurile constau în mare parte dintr-un singur oraș. Cinci din ele cad sub districtul electoral Unterland (țara de jos), iar restul în Oberland (țara de sus).
| \| Stemă \| Cod poștal și nume \| Populație (Dec. 31, 2005) \| Suprafață (km²) \| Orașe \| \| ------------------------------ \| ------------------ \| ------------------------- \| --------------- \| ------------------------------------------------- \| \| Districtul Electoral Unterland \| \| \| \| \| \| \| 9491 Ruggell \| 1925 \| 7,4 \| Ruggell \| \| \| 9488 Schellenberg \| 974 \| 3,5 \| Schellenberg \| \| \| 9487 Gamprin \| 1436 \| 6,1 \| Gamprin Bendern \| \| \| 9492 Eschen \| 4076 \| 10,3 \| Eschen Nendeln \| \| \| 9493 Mauren \| 3649 \| 7,5 \| Mauren Schaanwald \| \| Districtul Electoral Oberland \| \| \| \| \| \| \| 9494 Schaan \| 5811 \| 26,8 \| Schaan \| \| \| 9498 Planken \| 366 \| 5,3 \| Planken \| \| \| 9490 Vaduz \| 5047 \| 17,3 \| Vaduz \| \| \| 9497 Triesenberg \| 2542 \| 29,8 \| Triesenberg, Masescha, Silum Gaflei, Steg, Malbun \| \| \| 9495 Triesen \| 4643 \| 26,4 \| Triesen \| \| \| 9496 Balzers \| 4436 \| 19,6 \| Balzers Mäls \| \| \| Liechtenstein \| 34905 \| 160,0 \| \| | Diviziunile administrative a Liechtensteinului |                           |                 |                                                   |
| Stemă | Cod poștal și nume                             | Populație (Dec. 31, 2005) | Suprafață (km²) | Orașe                                             |
| Districtul Electoral Unterland |                                                |                           |                 |                                                   |
| Ruggell | 9491 Ruggell                                   | 1925                      | 7,4             | Ruggell                                           |
| Schellenberg | 9488 Schellenberg                              | 974                       | 3,5             | Schellenberg                                      |
| Gamprin | 9487 Gamprin                                   | 1436                      | 6,1             | Gamprin Bendern                                   |
| Eschen | 9492 Eschen                                    | 4076                      | 10,3            | Eschen Nendeln                                    |
| Mauren | 9493 Mauren                                    | 3649                      | 7,5             | Mauren Schaanwald                                 |
| Districtul Electoral Oberland |                                                |                           |                 |                                                   |
| Schaan | 9494 Schaan                                    | 5811                      | 26,8            | Schaan                                            |
| Planken | 9498 Planken                                   | 366                       | 5,3             | Planken                                           |
| Vaduz | 9490 Vaduz                                     | 5047                      | 17,3            | Vaduz                                             |
| Triesenberg | 9497 Triesenberg                               | 2542                      | 29,8            | Triesenberg, Masescha, Silum Gaflei, Steg, Malbun |
| Triesen | 9495 Triesen                                   | 4643                      | 26,4            | Triesen                                           |
| Balzers | 9496 Balzers                                   | 4436                      | 19,6            | Balzers Mäls                                      |
| Liechtenstein | Liechtenstein                                  | 34905                     | 160,0           |                                                   |